# Келльнер, Хайнц
Хайнц Ке́лльнер (нем. Heinz Kellner) — немецкий кёрлингист.
В составе мужской сборной ФРГ участник трёх чемпионатов мира (лучший результат — шестое место в 1969).
Играл на позициях первого и третьего.

## Команды
| Сезон   | Четвёртый            | Третий           | Второй         | Первый         | Турниры           |
| ------- | -------------------- | ---------------- | -------------- | -------------- | ----------------- |
| 1967—68 | Вернер Фишер-Вепплер | Херберт Келльнер | Рольф Клуг     | Хайнц Келльнер | ЧМ 1968 (8 место) |
| 1968—69 | Вернер Фишер-Вепплер | Херберт Келльнер | Рольф Клуг     | Хайнц Келльнер | ЧМ 1969 (6 место) |
| 1972—73 | Клаус Канц           | Хайнц Келльнер   | Манфред Рёзген | Манфред Шульце | ЧМ 1973 (8 место) |

(скипы выделены полужирным шрифтом)

## Частная жизнь
Его отец Херберт Келльнер — тоже кёрлингист, они в одной команде играли на чемпионатах мира 1968 и 1969.